# ブラックバン

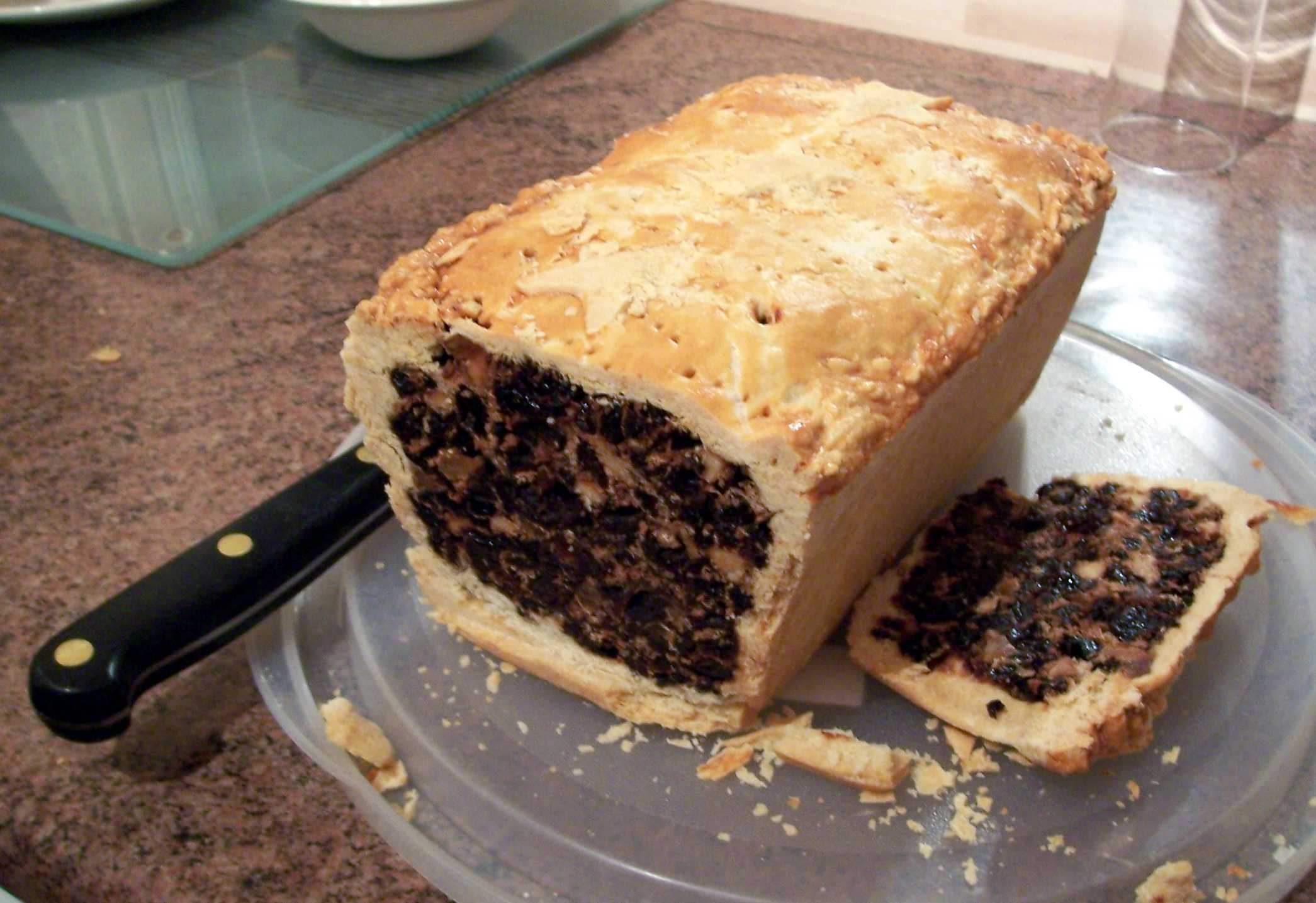
ブラックバン

ブラックバン（英 Black bun）またはスコッチバン(Scotch bun)は、スコットランド特有のフルーツケーキである。ホグマネイや新年を祝って食べられるもので、味は濃厚でしっとりしている。かつては十二夜に食べるものであったが、スコットランド国教会によりクリスマスを祝うことが禁止されたため、新年を祝う食物となった。このブラックバンは、16世紀にイタリアから伝わったとも言われる。

## 概要
ブラックバンは20世紀の始めに使われるようになった名称である。18世紀に、これとによく似たプラムケーキという食物があったが、スコットランドでは「ケーキ」とは固いビスケットのことで、いわゆるケーキを意味しないため、このプラムケーキはバンと呼ばれるようになった。ロバート・ルイス・スティーヴンソンが、このバンのことを「人生に有害な黒いもの」と書いたため、ブラックバンと呼ばれるようになったともいわれる。20世紀の始めには、香りが強く中の果実は多くなり、クリスマスプディングをペストリーの皮に包んだようなものとみなされた。

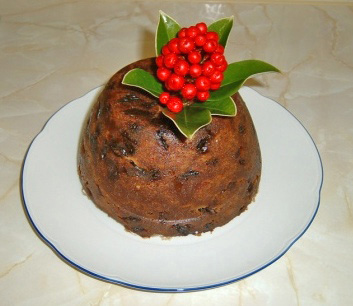
（参考）クリスマスプディング

1826年のメグ･ドッズのレシピではスコッチ･クリスマス･バンという名で、パン生地に干し果実や卵やブランディを混ぜたものを焼いていたが、その後、香料と果物を混ぜたものに小麦粉をわずかに加え、さくさくとした歯触りに仕上げるようになった。風味はそれぞれの好みで胡椒が強いものやシナモン風味のもの、黒糖蜜を用いたものもある。多くのフルーツケーキと同様、早めに作って何週間か保存しておくのが望ましい。食べる一月前に作っても良い。イギリス伝来のクリスマスケーキやクリスマスプディング同様に、食べるまで空気に触れさせてはいけない。
クリスマスケーキとも、他のフルーツケーキやデザートとも違った趣がある。ファースト･フッティングの時に、年明けの鐘が鳴る時に、花火が打ち上げられる時に、スコッチ・ウイスキーを一杯やりながらオールド・ラング・サインを歌う時に、楽しむ菓子である。ファースト・フッティングの時も、このブラックバンを持っていくものとされる。
スコットランドでは、クリスマスにはダンディーケーキ、新年にはブラックバンを食べる。新年の食物としてはシカ肉のローストと同じくらいに伝統的なものであるといわれている。